# Pesadillas (historieta)
Pesadillas es una serie de historietas de ciencia ficción creadas por Alfonso Azpiri y la colaboración de varios guionistas para la revista "1984".
Toutain la recopiló en dos volúmenes:
- 1984 Pesadillas
- 1991 Pesadillas II: Otros sueños (guion de varios autores)

Todavía en 203, vio la luz Despertares (ISBN 84-8431-687-4)